# NGC 4328
NGC 4328 este o galaxie lenticulară situată în constelația Părul Berenicei. A fost descoperită în 21 martie 1784 de către William Herschel. Se află la o distanță de 11 megaparseci de Pământ.